# Rajd Nowej Zelandii 1997
Rezultaty Rajdu Nowej Zelandii (28. Smokefree Rally New Zealand), eliminacji Rajdowych Mistrzostw Świata w 1997 roku, który odbył się w dniach 2-5 sierpnia. Była to dziewiątą runda czempionatu w tamtym roku. Bazą rajdu było miasto Manukau.

## Wyniki końcowe rajdu
| Msc.                   | Kierowca               | Pilot                  | Samochód                    | Czas                   | Strata                 | Grupa                  | Punkty                 |                        |
| Klasyfikacja generalna | Klasyfikacja generalna | Klasyfikacja generalna | Klasyfikacja generalna      | Klasyfikacja generalna | Klasyfikacja generalna | Klasyfikacja generalna | Klasyfikacja generalna | Klasyfikacja generalna |
| ---------------------- | ---------------------- | ---------------------- | --------------------------- | ---------------------- | ---------------------- | ---------------------- | ---------------------- | ---------------------- |
| 1                      | Kenneth Eriksson       | Staffan Parmander      | Subaru Impreza WRC          | 4:14.11                | 0.0                    | A8 M                   | 10                     |                        |
| 2.                     | Carlos Sainz           | Luís Moya              | Ford Escort WRC             | 4:14.24                | +0.13                  | A8 M                   | 6                      |                        |
| 3.                     | Juha Kankkunen         | Juha Repo              | Ford Escort WRC             | 4:14.30                | +0.19                  | A8 M                   | 4                      |                        |
| 4.                     | Richard Burns          | Robert Reid            | Mitsubishi Carisma GT Evo 4 | 4:15.29                | +1.18                  | A8 M                   | 3                      |                        |
| 5.                     | 'Possum' Bourne        | Craig Vincent          | Subaru Impreza 555          | 4:20.05                | +5.54                  | A8 M                   | 2                      |                        |
| 6.                     | Neal Bates             | Coral Taylor           | Toyota Celica GT-Four       | 4:25.53                | +11.42                 | A8                     | 1                      |                        |
| 7.                     | Gustavo Trelles        | Jorge del Buono        | Mitsubishi Lancer Evo III   | 4:27.55                | +13.44                 | N4                     |                        |                        |
| 8.                     | Raúl Sufan             | Martin Christie        | Toyota Celica GT-Four       | 4:29.23                | +15.12                 | A8                     |                        |                        |
| 9.                     | Brian Stokes           | Garry Cowan            | Ford Escort RS Cosworth     | 4:29.38                | +15.27                 | A8                     |                        |                        |
| 10.                    | Reece Jones            | Leo Bult               | Mitsubishi Lancer Evo IV    | 4:29.57                | +15.46                 | N4                     |                        |                        |
| PWRC                   |                        |                        |                             |                        |                        |                        |                        |                        |
| 1 (7.)                 | Gustavo Trelles        | Jorge del Buono        | Mitsubishi Lancer Evo III   | 4:27.55                | -                      | N4                     |                        |                        |
| 2 (10.)                | Reece Jones            | Leo Bult               | Mitsubishi Lancer Evo IV    | 4:29.57                | +2:02                  | N4                     |                        |                        |
| 3 (11.)                | Karamjit Singh         | Allen Oh               | Proton Wira 4WD             | 4:33:10                | +5:15                  | N4                     |                        |                        |
| 2L WRC                 |                        |                        |                             |                        |                        |                        |                        |                        |
| 1 (15.)                | Oriol Gómez Marco      | Marc Martí             | Seat Ibiza Kit Car Evo2     | 4:38:52                | -                      | A7                     |                        |                        |
| 2 (20.)                | Nobuhiro Tajima        | Ross Runnalls          | Suzuki Baleno Wagon Kit Car | 4:44:12                | +5:20                  | A7                     |                        |                        |
| 3 (24.)                | Robert Nicoli          | Jim Carlton            | Hyundai Coupé               | 4:55:44                | +16:52                 | A7                     |                        |                        |

1. ↑  Litera M przy oznaczeniu grupy do której należy samochód oznacza, iż tylko ci kierowcy zdobywali punkty dla swoich zespołów liczonych w klasyfikacji producentów na koniec sezonu.

## Klasyfikacja po 9 rundach
Tabele przedstawiają tylko pięć pierwszych miejsc.

### Kierowcy
| Lp. | Kierowca         | Pkt |
| --- | ---------------- | --- |
| 1   | Tommi Makinen    | 42  |
| 2   | Carlos Sainz     | 34  |
| 3   | Colin McRae      | 32  |
| 4   | Kenneth Eriksson | 24  |
| 5   | Piero Liatti     | 18  |

### Producenci
| Lp. | Producent           | Pkt |
| --- | ------------------- | --- |
| 1   | 555 Subaru WRT      | 74  |
| 2   | Mitsubishi Ralliart | 56  |
| 3   | Ford Motor Co. Ltd. | 55  |